# Afvej (film fra 1994)
 For alternative betydninger, se Afvej. (Se også artikler, som begynder med Afvej)
Afvej er en dansk kortfilm fra 1994 instrueret af Hans Fabian Wullenweber.

## Handling
En dreng på vej væk fra sig selv - en barndom på afveje.